# Beykoz
Beykoz is een Turks district in de provincie Istanboel en telt 241.833 inwoners (2007). Het district heeft een oppervlakte van 239,2 km².
De bevolkingsontwikkeling van het district is weergegeven in onderstaande tabel.

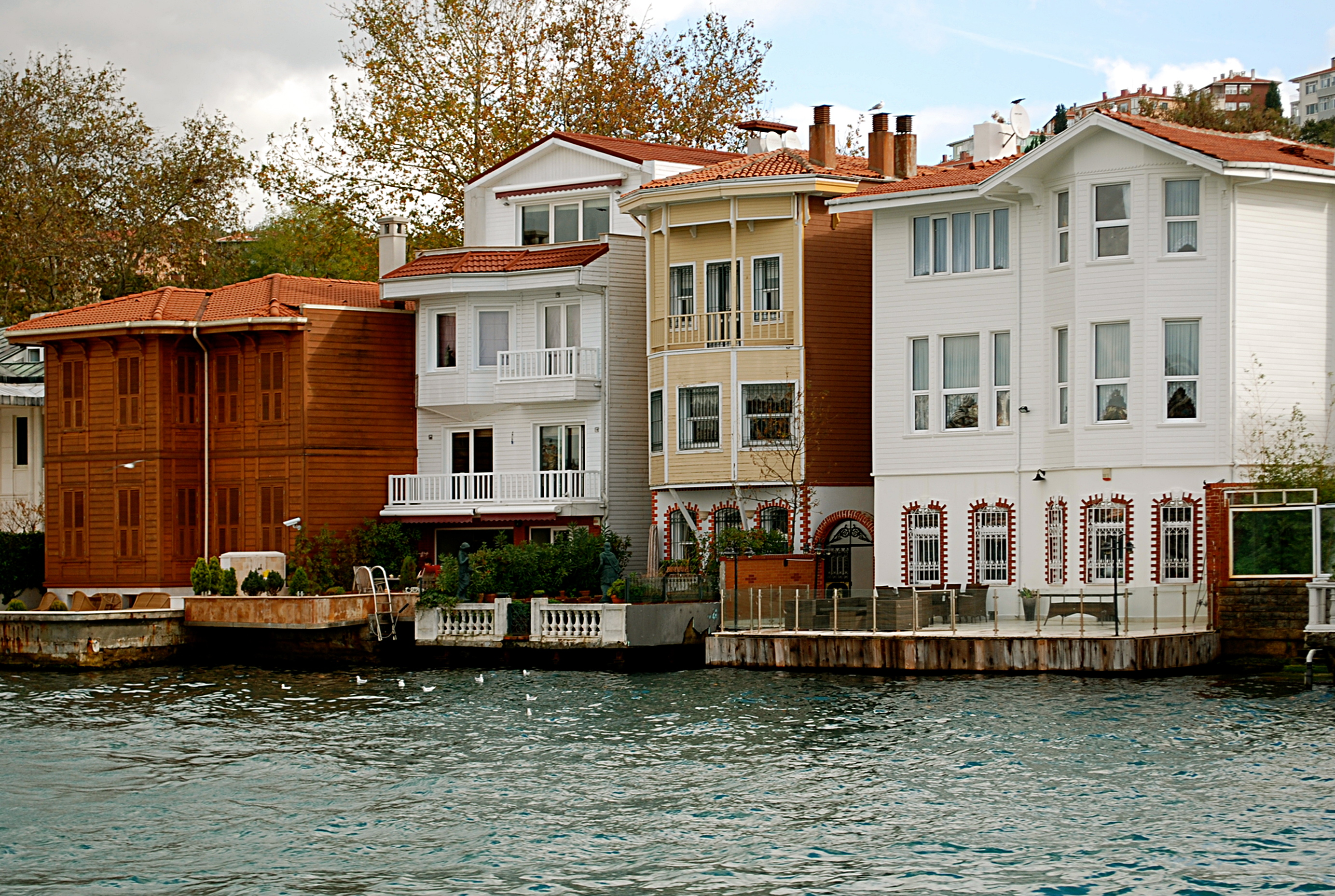
Oude huizen langs het water

| 1997    | 2000    | 2007    |
| ------- | ------- | ------- |
| 188.558 | 210.832 | 241.833 |